# Viviane Sassen
Pour les articles homonymes, voir Sassen.
Viviane Sassen est une photographe néerlandaise, née le 5 juillet 1972 à Amsterdam.

## Biographie
Née en 1972, son père est médecin. Elle passe une partie de son enfance au Kenya, de l'âge de 2 ans à l'âge de 5 ans. Ce continent marquera son œuvre créatrice. Elle suit des études de mode, puis de photographie.
Elle réalise des travaux pour des créateurs et de marques renommées (Adidas, Diesel, Carven, Stella McCartney).
Elle reçoit le Prix de Rome néerlandais en 2007, le Prix de la photographie appliquée (l'un des Infinity Awards) en 2011 et la Médaille David Octavius Hill en 2015. En 2013 , elle participe à la biennale de Venise et aux rencontres d'Arles. Elle participe aussi en 2018 à la foire Paris Photo .

## Œuvres et Collections
Vivian Sassen a réalisé plusieurs séries d'œuvres photographiques :
- Die son sien alles, série réalisée dans les townships de la ville du Cap à l'occasion de plusieurs voyages qu'elle effectue entre 2002 et 2004. Vivan Sassen y photographie les intérieurs de maisons, de bars ou de boutiques[4].
- Flamboya, série de photographies réalisées en Afrique (Le Cap, Kenya, Zambie[5]).

## Expositions
- I see you gorgeous blossom special, Naarden Fotofestival (nl) (Naarden, Pays-Bas), dont le thème général est "China-Naarden: Wall-to-Wall"[6], 2001

- Realm, Motive Gallery (Amsterdam, Pays-Bas), avec Emmeline de Mooij, 2005

- du 21 janvier au 5 mars : Die son sien alles, Motive Gallery (Amsterdam, Pays-Bas), 2006

- As the crow flies, Museum Jan Cunen (Oss, Pays-Bas). Elle est considérée comme la première exposition majeure[7]. Vivane Sassen y présente ses travaux en Afrique ainsi que des œuvres commandées, 2007

- du 25 avril au 31 juillet 2008 : Die son sien alles, galerie De Gang (Haarlem, Pays-Bas)[8].
- du 21 novembre au 18 janvier 2009 : Flamboya, FOAM (Amsterdam, Pays-Bas).

- du 16 juillet au 5 septembre 2009 : Flamboya, galerie van den Berge (Goes, Pays-Bas)[9].

- du 4 mars au 10 avril : Flamboya, Danziger Gallery (New York, États-Unis), 2010[10]
- du 21 avril au 2 juin : Flamboya, Fondazione FORMA per la Fotografia (Milan, Italie), 2010[11]
- du 30 juin au 19 septembre : Flamboya, Galerie Le Château d’Eau (Toulouse, France), 2010[12]
- du 30 octobre au 3 décembre : Sketches + Flamboya, Kominek Gallery (Berlin, Allemagne), 2010[13]
- du 2 décembre au 15 janvier 2011 : Flamboya + UltraViolet, Michael Stevenson Gallery (Le Cap, Afrique du Sud). Cette exposition, la première de la photographe dans ce lieu, s'inscrit dans la 15e exposition d'été de la Michael Stevenson Gallery, où exposent aussi Anton Kannemeyer, Claudette Schreuders, Serge Alain Nitegeka, Hylton Nel et Zanele Muholi[14]. Vivian Sassen y expose des parties des deux séries Flamboya et UltraViolet.

- Du 18 octobre 2023 au 11 février 2024 : PHOSPHOR : Art & Fashion 1990-2023 à la Maison européenne de la photographie (Paris). L'exposition est une rétrospective de l'artiste réunissant 200 œuvres, 2023